# Alan Wace

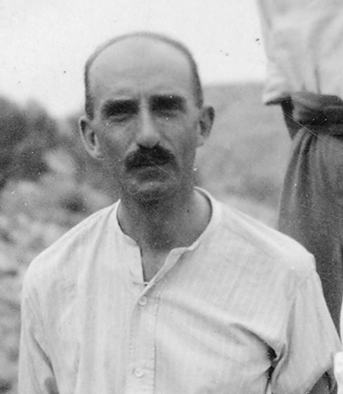
Wace 1922 bei Ausgrabungen in Asine

Alan John Bayard Wace (* 13. Juli 1879 in Cambridge; † 9. November 1957 in Athen) war ein britischer Klassischer Archäologe.
Wace besuchte die Shrewsbury School und studierte seit 1898 am Pembroke College in Cambridge (B.A. 1901; M.A. 1906). 1902 verbrachte er an der British School at Athens, 1903–04 an der British School at Rome, deren Bibliothekar er 1905–06 war. 1912 bis 1914 war er Lecturer in Alter Geschichte an der Universität St Andrews.
Von 1914 bis 1923 war er Direktor der British School at Athens, von 1924 bis 1934 stellvertretender Leiter der Textilabteilung des Victoria and Albert Museum und von 1934 bis 1944 Professor für Klassische Archäologie an der University of Cambridge. Im Ruhestand war er noch von 1944 bis 1952 als Professor für Archäologie an der Universität Alexandria tätig.
Wace führte u. a. Ausgrabungen in Sparta, Mykene, Troia, Thessalien, Korinth und Alexandria durch. Sein Hauptforschungsgebiet war das bronzezeitliche Griechenland. 
Seit 1929 war er Mitglied der Society of Antiquaries of London, seit 1947 der British Academy. Er war mit der amerikanischen Archäologin Helen Wace (geb. Pence, 1892–1982) verheiratet. Ihre gemeinsame Tochter war die Archäologin Elizabeth Bayard French.

## Schriften (Auswahl)
- Prehistoric Thessaly (1912).
- The nomads of the Balkans. An account of life and customs among the Vlachs of northern Pindus (1913).
- Excavations at Mycenae (1923).
- Chamber tombs at Mycenae (1932).
- Mycenae, an Archaeological History and Guide (1949).
- (Hrsg.): A Companion to Homer. London 1962.